# Aïe, Carumbus
Aïe, Carumbus (I, Carumbus) est un épisode de la série télévisée d'animation Les Simpson. Il s'agit du deuxième épisode de la trente-deuxième saison et du 686e de la série.

## Synopsis
En se rendant au musée d'histoire de Springfield pour admirer une exposition sur la Rome antique, Homer et Marge se disputent sur le manque d'ambition d'Homer. Le conservateur du musée leur conte alors l'histoire d'un jeune garçon vendu en tant qu'esclave par son père à un Romain, pour y effectuer des combats à mort. Triomphant et conquérant la fille de ce dernier, le jeune homme se voit offrir sa liberté, mais les ambitions de sa nouvelle épouse vont le pousser à commettre des actes odieux pour espérer gravir les échelons de la société romaine. Alors que son fils devient nouvel empereur de Rome, il va remettre en question ses actes pour essayer de l'arrêter. Pendant ce temps, la famille Simpson se visualise au travers de cette famille antique, ce qui ne va qu'attiser les disputes...

## Réception
Lors de sa première diffusion, l'épisode a attiré 1,51 million de téléspectateurs.